# Кришнам Раджу
Уппалапати Венката Кришнамраджу (телугу ఉప్పలపాటి వెంకట కృష్ణంరాజు), более известный как Кришнам Раджу (англ. Krishnam Raju; 20 января 1940, Могалтхур, Британская Индия — 11 сентября 2022, Хайдарабад) — индийский актёр кино на телугу, кинопродюсер и политик. За свою кинокарьеру, насчитывающую пять с половиной десятилетий, он снялся в 183 фильмах и получил прозвище «мятежная звезда» (англ. Rebel Star) из-за своего бунтарского стиля игры. Его работа в кино отмечена пятью премиями Filmfare и тремя «Нанди».
Дважды избирался в Лок сабху (нижнюю палату Парламента Индии).

## Биография
Родился 20 января 1940 года в деревне Монгалтур, округ Западный Годавари (ныне штат Андхра-Прадеш) в семье Уппалапати Вира Венката Сатьянараяна Раджу. Помимо него в семье был ещё один сын, ставший продюсером, Уппалапати Сурья Нараяна Раджу (ум. 2010), отец актёра Прабхаса.
После получения образования Кришнам некоторое время работал журналистом.
Его первая жена рано умерла. Он женился второй раз в 1996 году.
В 1966 году он дебютировал в кино в главной роли в фильме Chilaka Gorinka. Однако известность к нему пришла после фильмов Bhakta Kannappa (1974) и Bobbili Brahmanna (1984).
Среди других его успешных фильмов Katakataala Rudraiah (1978) и Sita Ramulu (1980). 
Помимо главных ролей, нескольких раз он играл антагониста. Он также выпустил несколько фильмов как продюсер под своим производственным баннером Gopi Krishna Movies. Его последним появлением на экране стала картина «Радхе Шьям», где в главной роли снялся его племянник Прабхас.
Его актёрская игра была отмечена премией «Раштрапати» в 1977 и 1978 годах и «Нанди» в 1977 и 1984 годах. Он получил 3 премии Filmfare за роли в фильмах Amara Deepam (1977), Bobbili Brahmanna (1984), Tandra Paparayudu (1986) и премию за вклад в кино в 2006 году.
В числе других его наград премия Filmfare за лучший фильм на телугу, полученная в 1978 году совместно с Джаякришной, вместе с которым они были продюсерами картины Mana Voori Pandavulu, и премия «Нанди» за лучшую характерную роль в фильме Jailor Gaari Abbayi (1994).
В 1990-х Кришнам Раджу занялся политикой. Он баллотировался в Лок сабху в качестве кандидата от партии Индийский национальный конгресс от избирательного округа Нарасапурам в 1991 году, но проиграл.
Ему удалось победить на выборах в 1998 году как кандидат Бхаратия джаната парти (БДП) в округе Какинада и снова в 1999 году в округе Нарасапурам. С 1999 по 2004 год во время последнего срока А. Б. Ваджпаи на посту премьер-министра он был младшим министром в различных министерствах. Раджу ушёл из БДП, чтобы присоединиться к партии Praja Rajyam, организованной актёром Чирандживи в 2009 году. В том же году он баллотировался от округа Раджамандри, но проиграл, после чего ушёл из политики. 
В более поздние годы Кришнам Раджу страдал диабетом и ишемической болезнью сердца. В 2022 ему ампутировали ногу из-за заболевания периферических сосудов. 5 августа того же года актёр был госпитализирован с осложнениями после COVID-19 и скончался во время лечения в больнице Азиатского института гастроэнтологии в Хайдарабаде около 3:30 утра 11 сентября 2022 года. У него остались жена Шьямаладеви и три дочери: Саи Прасидха, Саи Пракирти и Саи Прадипти.